# Личково
Личково (рос. Личково) — присілок в Великолуцькому районі Псковської області Російської Федерації.
Населення становить 45 осіб. Входить до складу муніципального утворення Личьовська волость.

## Історія
Від 2014 року входить до складу муніципального утворення Личьовська волость.

## Населення
| 2001 | 2002 | 2010 |
| ---- | ---- | ---- |
| 34   | ↗35  | ↗45  |